# Tribo de José
A tribo de José foi uma das tribos de Israel, embora desde Efraim e Manassés juntos tradicionalmente constituíssem a tribo de José, que era muitas vezes não listada como uma das tribos, em favor de Efraim e Manassés a listada em seu lugar. Consequentemente, foi muitas vezes chamado de "Casa de José", para evitar o uso do termo tribo. De acordo com o Targum Pseudo-Jonatha, o estandarte da tribo de José, e a tribo de Benjamim, foi a figura de um menino, com a inscrição: a nuvem do Senhor repousava sobre eles, até que saíram do campo (uma referência para eventos em Êxodo). Havia óbvias diferenças linguísticas entre pelo menos uma porção de José e as outras tribos israelitas, já que no momento em que Efraim estavam em guerra com os israelitas da Gileade, sob a liderança de Jefté, a pronúncia de shibboleth como sibboleth foi considerado evidência suficiente para destacar indivíduos de Efraim, para que pudessem ser submetido a morte imediata pelos israelitas da Gileade.
No seu auge, o território de José atravessou o rio Jordão, a porção oriental sendo quase inteiramente adjacentes a partir da porção ocidental, a nordeste da porção oeste e sul ao oeste da porção oriental. A porção ocidental foi no centro de Canaã, a oeste do Jordão, entre a tribo de Issacar, ao norte, e a tribo de Benjamim, ao sul, a região que mais tarde foi chamado Samaria (para distinguir da Judeia ou Galileia ) consistia principalmente de a porção ocidental do José. A porção oriental de José foi o grupo israelita ao norte, a leste do Jordão, ocupando o norte terra do tribo de Gade, que se estende do Maanaim, no sul do Monte Hermon, no norte, e incluindo nele a toda a Basã. Esses territórios eram abundantes em água, um bem precioso em Canaã, e as porções montanhosas não só proteção, mas passou a ser altamente férteis;  primeiros centros de religião israelita - Siquém e Shiloh - foram adicionalmente situado na região.  O território de José foi, assim, uma das peças mais valiosas do país, e da Casa de José se tornou o grupo mais dominante no Reino de Israel. 

## Origem

Divisão da terra de Israel pelas doze tribos

De acordo com a Torá, a tribo composta por descendentes de José, filho de Jacó e Raquel , de quem teve o seu nome;  no entanto, alguns estudiosos da Bíblia visualizam isto como "postdiction", uma metáfora homônima fornecendo uma etiologia da conexão da tribo para os outros na confederação israelita.  Na narração bíblica, José foi o irmão de Benjamin, o outro filho de Raquel e Jacó, e do epônimo da tribo de Benjamin, que foi localizado no sul da tribo de José, o nascimento de Benjamin não aparece na passagem  em que os nascimentos dos outros filhos de Jacó ocorrem, mas aparece em outros lugares, com Benjamin nascendo apenas uma vez Jacó voltou para Canaã. De acordo com vários estudiosos da Bíblia, Benjamin era originalmente parte da casa de José, mas o relato bíblico deste tornou-se perdido;   a conta do nascimento dos outros filhos de Jacó é considerado por estudiosos textual como um complexo mistura de textos eloísta e javista, e muito corrupta, e é claro que partes do texto eloísta correspondente, e partes do texto javista correspondente, estão faltando.   A explicação etiológica de Benjamin nasceu em Canaã é simplesmente que a tribo de Benjamin rompeu a partir do grupo José, uma vez que haviam se estabelecido em Canaã, unindo o Reino de Judá, em vez do que a de Israel. 
Embora as descrições bíblicas da fronteira geográfica da Casa de José são bastante consistentes, as descrições dos limites entre Manassés e Efraim não são, e cada um é retratado como tendo enclaves dentro do território do outro.  Além disso, na bênção de Jacó, e em outros lugares atribuídos por estudiosos textuais para um período de tempo similar ou anterior,  uma única tribo de José aparece onde passagens escritas mais tarde estão as tribos separadas de Efraim e Manassés. A partir disso, é considerado por estudiosos como óbvio que José foi inicialmente considerado uma única tribo, e somente dividida em Efraim e Manassés mais tarde. 
Uma série de estudiosos bíblicos suspeitam que a tribo de José (incluindo Benjamin) representam uma segunda migração dos israelitas para Israel, depois que as tribos principais, especificamente, que eram apenas a tribos José, que foi para o Egito e voltou, enquanto as principais tribos israelitas simplesmente surgiram como uma subcultura dos cananeus e permaneceram em Canaã;  na narrativa no livro de Josué, que diz respeito à chegada (e conquista de) Canaã pelos israelitas do Egito, o líder é Josué, que era um membro da tribo de Efraim. De acordo com essa visão, a história da visita de Jacó para Labão para obter uma esposa começou como uma metáfora para a segunda migração, com nova família de Jacó, posses, e gado, obtido a partir de Labão, sendo representações da nova onda de migrantes;  é notável que, de acordo com estudiosos textuais, na Jahwist versão da história é somente as tribos de José, que estão entre esses imigrantes, uma vez que apenas relata Jacó como tendo conhecido Raquel, e as matriarcas das outras tribos de Israel - Leia , Bila e Zilpa - não aparecem. 